# Home (Kobi Marimi-dal)
A Home (magyarul: Otthon) Kobi Marimi izraeli énekes dala, mellyel Izraelt képviselte a 2019-es Eurovíziós Dalfesztiválon, Tel-Avivban. A dal belső kiválasztás során nyerte el a dalversenyen való indulás jogát.

## Eurovíziós Dalfesztivál
Mivel Izrael rendezte a 2019-es Eurovíziós Dalfesztivált, így a dal csak a május 18-i döntőben vett részt, viszont az első elődöntő május 13-án megrendezett zsűris főpróbáján is előadták.
A dalt először a május 18-án rendezett döntőben adta elő, fellépési sorrendben tizennegyedikként, a Görögországot képviselő Katerine Duska Better Love című dala után és a Norvégiát képviselő KEiiNO Spirit in the Sky című dala előtt. A szavazás során a zsűri szavazáson összesítésben a huszonhatodik, utolsó helyen végzett 0 ponttal, míg a nézői szavazáson a tizenkilencedik helyen végzett 35 ponttal (Franciaországtól maximális pontot kapott), így összesítve 35 ponttal a huszonharmadik helyen végzett.
A következő izraeli induló Eden Alene Feker libi című dala lett volna a 2020-as Eurovíziós Dalfesztiválon.

## Külső hivatkozások
- Dalszöveg (angol nyelven)
- A dal videoklipje. YouTube-videó, כאן 11 - תאגיד השידור הישראלי, 2019. március 10.